# 陶本湖 (貝希特斯加登附近拉姆紹)
47°37′53″N 12°51′51″E / 47.63139°N 12.86417°E

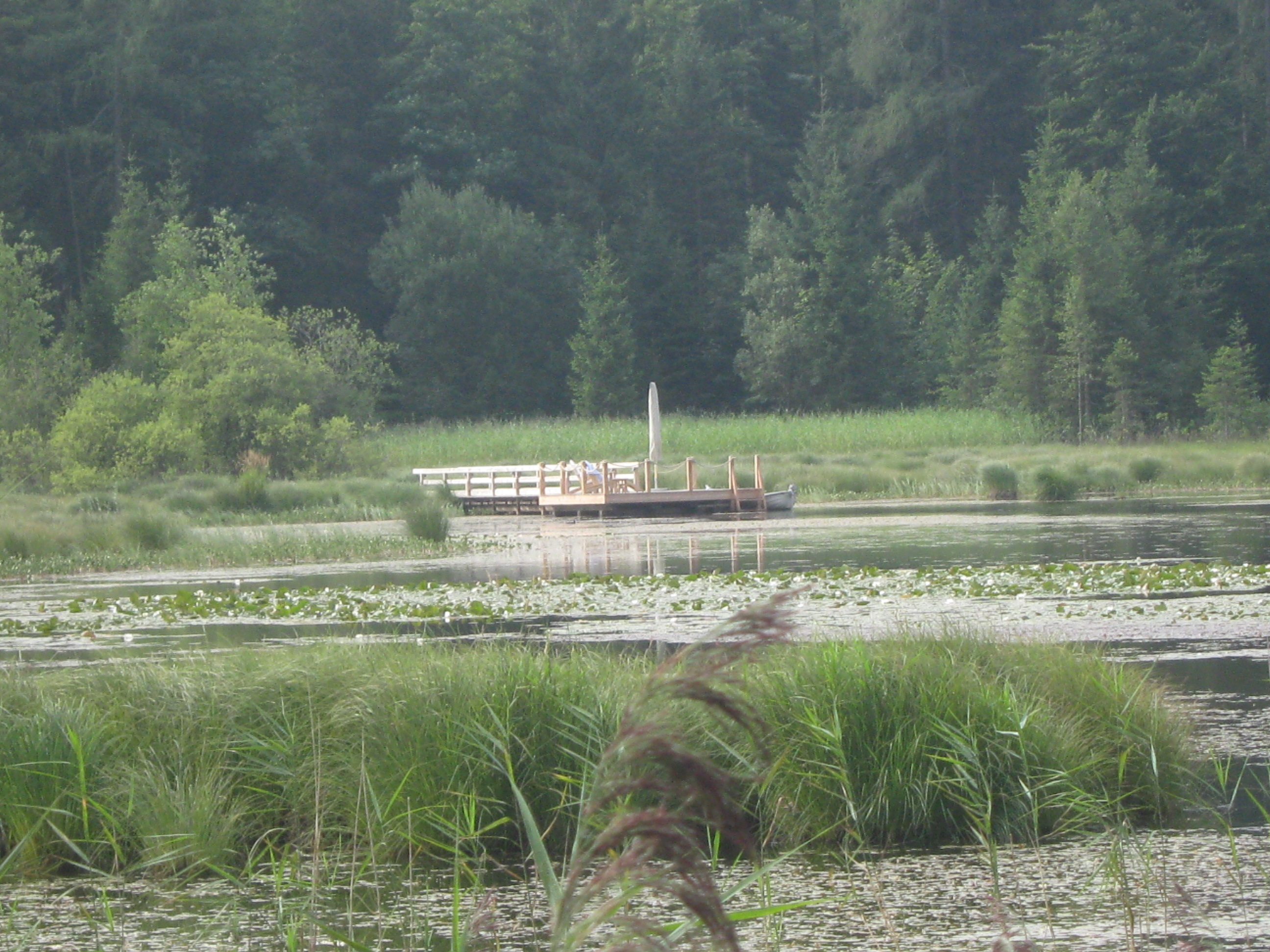

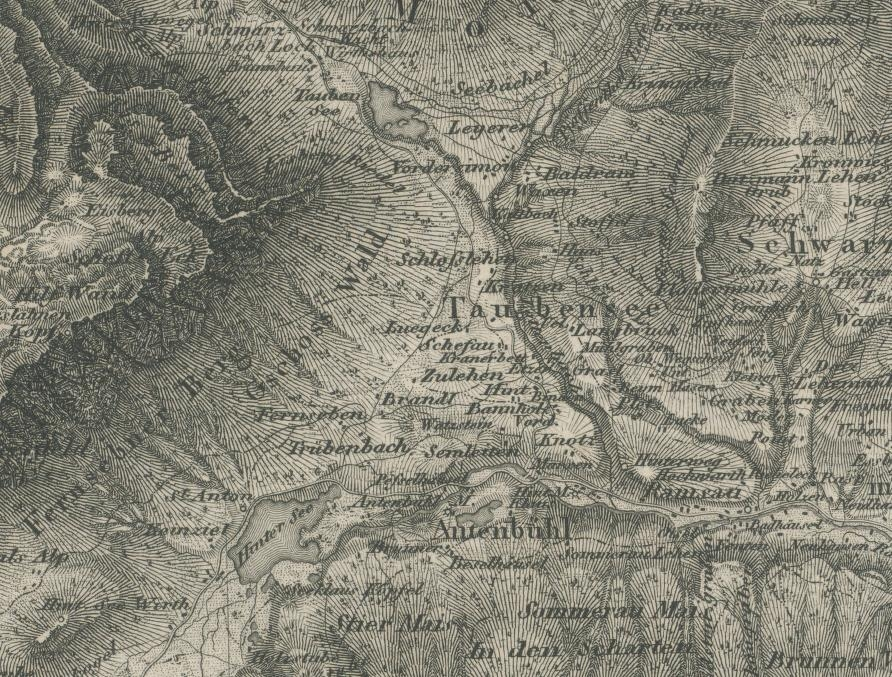

陶本湖（德語：Taubensee），是德國的湖泊，位於該國東南部，由巴伐利亞州負責管轄，由貝希特斯加登附近拉姆紹負責管轄，處於貝希特斯加登阿爾卑斯山脈，長0.2公里、寬0.2公里，面積0.03平方公里，海拔高度873米，湖岸線長度0.7公里。